# دالة شيكل

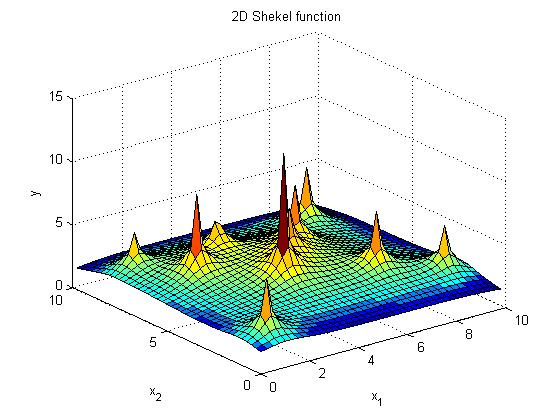
دالة شيكل في بعدين

تعتبر دالة شيكل دالة متعددة الأبعاد، دالة مستمرة، وتستخدم كمشكلة في اختبارات الإستمثال الأمثل للتقنيات. 

والمعادلة الرياضية لدالة شيكل حيث

{\displaystyle n} هي عدد الأبعاد.

{\displaystyle m} هي القيمة العظمى 

هي:
{\displaystyle f({\vec {x}})=\sum _{i=1}^{m}\;\left(c_{i}+\sum \limits _{j=1}^{n}(x_{j}-a_{ji})^{2}\right)^{-1}}
ويمكن كتابتها بالشكل التالي:
{\displaystyle f(x_{1},x_{2},...,x_{n-1},x_{n})=\sum _{i=1}^{m}\;\left(c_{i}+\sum \limits _{j=1}^{n}(x_{j}-a_{ij})^{2}\right)^{-1}}